# Ancamna
Ancamna était, dans la religion gallo-romaine, une déesse, compagne de Mars Lenus ou de Mars Smertrius. 
Elle était vénérée en particulier dans la vallée de la Moselle.

## Culte
Les autels d'Ancamna à Trèves étaient autant dédiés au culte de Mars qu'aux autres génies trévires. Il est donc évident de voir en Ancamna une divinité tribale. Dans le sanctuaire de Möhn des offrandes votives pour Ancamna, Mars Smertulianus et un génie local nommé Cucullatus ont été trouvés. 
Au Luxembourg, les fouilles ont permis de trouver un ex-voto en bronze pour Inciona et Lenus Mars Veraudunus. Une connexion entre Ancamna et Inciona est suspectée mais n'est actuellement pas clairement prouvable.